# Parafia Wszystkich Świętych w Złotnikach
Parafia Wszystkich Świętych w Złotnikach – parafia rzymskokatolicka, znajdująca się w diecezji kieleckiej, w dekanacie małogoskim.
Konstrukcja świątyni składa się z trzech przęseł nawy i węższego, jednoprzęsłowego prezbiterium, które jest zamknięte od zewnątrz wielobocznie i w środku jest półkoliste. W głównym ołtarzu znajdują się przedstawienia Matki Bożej Łaskawej (z grotami w dłoniach) oraz Wszystkich Świętych, natomiast w ołtarzach bocznych można zobaczyć wizerunki ukrzyżowania Jezusa oraz innych świętych, w tym św. Benedykta. Styl architektoniczny głównego ołtarza i dwóch bocznych to rokoko i klasycyzm. Wnętrze kościoła zostało poddane pracom konserwatorskim w latach 1989-1990.

## Historia
Prawdopodobna data powstania parafii to wiek XII. Pierwszy kościół był drewniany, następnie, z fundacji cystersów jędrzejowskich, wzniesiono murowany w 1666 roku. Inicjatywę zbudowania kościoła podjął opat Aleksander Denhoff, budynek konsekrował arcybiskup gnieźnieński Adam Ignacy Komorowski 16 listopada 1749 roku.
18 października 1700 roku w kościele przyjął chrzest pijar Stanisław Konarski, twórca Komisji Edukacji Narodowej. Informację o chrzcie ks. Konarskiego potwierdza księga chrztów, prowadzona od 1687 roku.